# Жильбер, Габриэль
Габриэ́ль Жильбе́р (фр. Gabriel Gilbert; около 1610 — около 1675—1680) — французский поэт.
Был секретарём герцогини Роган, затем резидентом шведской королевы Кристины при французском дворе. Известны его переводы 50 псалмов, дидактических стихотворений «L’art de plaire» (по Овидиевому, «Ars amatoria») и 15 пьес, имеющих в настоящее время только исторический интерес, хотя его трагедии, особенно «Ипполит» (1646) и «Родогуна» (1644), содержат много удачных мест. Слава Корнеля и Расина совершенно затмила имя Жильбера. «Телефонт» написан Жильбером при сотрудничестве с Ришельё.

## Творчество Жильбера
- Marguerite de France (1641)
- Téléphonte (1642)
- Rodogune (1646)
- Sémiramis (1647)
- Hypolite, ou Le garçon insensible (1648)
- Panégyrique des dames, dédié à Mademoiselle (1650)
- L'Art de plaire (1656)
- Les Amours de Diane et d'Endimion (1657)
- Chresphonte, ou le Retour des Héraclides dans le Péloponèse (1659)
- Ode à son Eminence (1659)
- Arie et Petus, ou les Amours de Néron (1660)
- Les Poésies diverses de M. Gilbert (1661)
- Les Amours d'Ovide pastorale héroïque (1663)
- Les Amours d'Angélique et de Médor (1664)
- Les Intrigues amoureuses (1667)
- Les Peines et les Plaisirs de l'amour (1672)
- Les Psaumes en vers français (1680)